# Sjoerd Overgoor
Sjoerd Overgoor (* 6. září 1988 Enschede, Nizozemsko) je nizozemský fotbalový záložník, který působí od roku 2015 v nizozemském klubu SC Cambuur v roli kapitána týmu (platné k prosinci 2015).

## Klubová kariéra
- VV Reünie (mládež)
- FC Twente (mládež)
- De Graafschap 2007–2012
- →  Go Ahead Eagles (hostování) 2012
- Go Ahead Eagles 2012–2015
- SC Cambuur 2015–